# Nangy
Nangy este o comună în departamentul Haute-Savoie din sud-estul Franței. În 2009 avea o populație de 1.504 de locuitori.

## Evoluția populației
| An        | 1975 | 1982 | 1990 | 1999 | 2006  | 2009  |
| --------- | ---- | ---- | ---- | ---- | ----- | ----- |
| Populație | 539  | 674  | 774  | 780  | 1.111 | 1.504 |